# Ricardo Flores Peres
Ricardo Flores Peres (Sada, Galiza, 1 de maio de 1903 - Buenos Aires, Argentina, julho de 2002), foi um dos dinamizadores do movimento independentista galego (na altura denominado "arredista") nas décadas de 20 e 30 do século passado, através da Sociedade Nazonalista Pondal e do seu órgão de expressão, A Fouce.
Nos seus primeiros anos dedicou-se ao trabalho no campo, ao mesmo tempo que realizava os seus estudos, da maneira precária que a sua condição social o permitia. Em Ferrol, durante o tempo que dura a sua permanência na tropa, conhece a actividade teatral da Irmandade da Fala que funciona nessa cidade, estabelecendo contacto com os núcleos de defensores da recuperação social da língua galega. A sua formação intelectual e literária foi sobretudo autodidáctica. É também na sua etapa em Ferrol que assume uma convicção e compromisso como independentista galego que já nunca abandonará.

## Dimensão política e activismo cultural
Como tantos milhares de galegos naqueles anos, vê-se obrigado a emigrar, em 1929, à Argentina, por motivos de sobrevivência; mas não por isso perde contacto com a realidade da Galiza, mantendo o compromisso em defesa dos seus direitos nacionais, ao mesmo tempo que exerce profissionalmente como operário metalúrgico. Integra-se na Sociedade Nazonalista Pondal e escreve n´A Fouce (publicada entre 1926 e 1936) de maneira habitual, defendendo o reintegracionismo) e a independência da Galiza.
Fez parte ainda da Irmandade Galega, da chamada Comissão Societária e preside a Sociedade Coral Os Rumorosos; mais tarde, ocupará o cargo de secretário do Conselho da Galiza, governo galego no exílio durante a ditadura franquista. A partir de 1981, com a criação da Associaçom Galega da Língua, integra-se e apoiou o reintegracionismo, além do independentismo e a esquerda.
Junto a João Vicente Biqueira, Ricardo Flores  usou na sua obra e nos artigos publicados n'A Fouce, um galego reintegracionista.

## Dimensão literária
Como dramaturgo, participou activamente na vida cultural da numerosa comunidade galega na capital da Argentina, criando grupos de teatro e escrevendo obras de valor literário reconhecido. É autor de diversas peças em que sintetiza a sua visão da Galiza tradicional com as ideias soberanistas e de defesa dos sinais de identidade nacional galega.

## Obra

### Teatral
- Mai e Filha, 1934
- Um ovo de duas gemas. Comédia rideira em dous passos, 1938
- Enguedelho, 1939
- Para isso sou teu amigo, 1952
- Ugio, 1953
- Quatro estampas de beiramar (“O amor da costureira”, “Um home de mala sorte”, “Agora já é tarde” e “No areal”), 1961
- Três novas estampas (A nossa terra é nossa. Um remédio Malfadado e O afiador (Cadernos da Escola Dramática, Corunha, 1992)

## Música popular
- Mostra de música popular galega (Caixa Ourense, 1984)
- Trinta cantigas galegas (Reflexos da doma) (Editado pela Associação Civil dos Amigos do Idioma Galego, de Buenos Aires, em 1987).

### Artigos na Revista Agália
- “O movimento galeguista em Buenos Aires (1930-1980)”, número 35 (páginas 301-312). Temática histórica.
- “A lírica popular galega em Buenos Aires”, número 42 (páginas 195-205). Temática literária.
- “O teatro como meio proselitista”, número 51 (páginas 337-344). Temática literária e política.